# Danuta Rago
Danuta Rago (17. srpna 1934 Dobre – 19. prosince 2000 Piaseczno) byla polská fotoreportérka, novinářka, umělecká fotografka; specializovala se na portrétní fotografii.

## Životopis
Po maturitě v roce 1952 byla zaměstnána ve fotografickém ateliéru Sboru pro ochranu památek Ministerstva kultury a umění, ale po roce nastoupila na obor herectví Státní divadelní školy ve Varšavě. V té době se provdala za Lecha Grabowského - uměleckého kritika, autora textů o kritice a historii fotografie. Po narození syna přerušila studium herectví a našla zaměstnání v Centru pro dokumentaci památek Polské akademie věd ve Varšavě. Ve studiu pokračovala na Historické fakultě Varšavské univerzity jako externistka.
V roce 1995 Působila ve Studentském divadle satiristů ve Varšavě. Poté potkala Grzegorze Lasotu, redaktora Sztandar Młodych, který jí dal příležitost publikovat své první fotografie. V té době se provdala za Wiesława Nowakowského.

## Fotografie
Od roku 1955 jako fotoreportérka spolupracovala s časopisy a tiskovými agenturami a fotografování se stalo nejen její vášní, ale i profesí. Fotografie Danuty Rago byly publikovány v Walka Młodych, Sztandar Młodych , pracovala také pro Agencja Robotnicza a týdeník Świat (1956-1969) a od roku 1966 byla spojena s Ústřední fotografickou agenturou. Po založení týdeníku Perspektywy (1969-1990) jí byla nabídnuta spolupráce, zpočátku v oddělení fotožurnalistiky. V roce 1977 byla povýšena na vedoucí oddělení a nahradila Renarda Dudleyho. Tuto funkci zastávala až do odchodu do důchodu, kdy zároveň časopis zanikl.
Danuta Rago se účastnila fotografických výstav a zasedala v porotě fotografických soutěží (od roku 1975 v soutěži Interpress Foto v Berlíně). Čtyřikrát byla oceněna na oceněním World Press Photo.
Od roku 1959 Byla členkou představenstva Klubu novinářské fotografie Asociace polských novinářů. Od roku 1976 patřila do Svazu polských uměleckých fotografů. V letech 1990–1995 působila jako prezidentka (největšího) varšavského obvodu Svazu polských uměleckých fotografů. Podílela se na pořádání výstav. Jednalo se o historické a mezinárodní výstavy, včetně: Jubileusz Warszawski (Varšavské jubileum, 1996); výstavy vztahující se k půlstoletí ZPAF (1997) - Gumy, Tadeusz Wański, V Kazimierzu nad Wisłou, Tadeusz Cyprian (1998), Tadeusz Kantor i jego teatr (Tadeusz Kantor a jeho divadlo, 1998). Díky ní také vzniklo několik tematických publikací.

### Tvorba
Témata jejích fotografií jsou široká. Dokumentovala dobové události a problémy (odchod Mazovska do USA, diamantové doly v Jakutsku, práce dělníků na velkých stavbách, každodenní život v provincii).

#### Portrétní fotografie
Ve své reportážní práci ji však zajímaly především situační portréty. Fotografovala jak náhodně potkané lidi, tak i slavné osobnosti: politiky, vědce, herce, hudebníky, které potkala při své novinářské práci. Byli mezi nimi: Robert Graves, Maria Kuncewiczowa, Ewa Demarczyková, Jan Cybis, Helena Rubinsteinová, Melchior Wańkowicz, Władysław Broniewski, Jadwiga Grabowska nebo Friedrich Dürrenmatt. Fotografie autorky, obvykle černobílé, vznikaly bez použití dodatečného světla a osoby na nich prezentované byly zobrazeny v přirozeném osvětlení, což bylo charakteristické pro její techniku.
Postupně od 50. let 20. století byly její portréty prezentovány na jednotlivých výstavách. Otevření první – Szkice do człowieczej struktury – se uskutečnilo v roce 1971. Souhrnem její tvorby a nejvýznamnějším tvůrčím projevem byla poslední výstava Narodziny fotografa (Zrození fotografa) v roce 1999. Podle Anny Duńczykové: Prezentované záměrně pořízené portréty odhalují osobnost fotografovaného, charakter a náladu okamžiku. Její přímý a poutavý způsob byl u lidí oblíbený, nikdy situace nerežírovala. Přesto její dlouholeté zpravodajství mělo dopad na novinářský způsob interpretace reality.

#### Ceny a ocenění
- Zlatý kříž za zásluhy (1979)[5]
- Odznak zasloužilého kulturního aktivisty (1989)[5].

#### Samostatné výstavy
- Skici pro lidskou strukturu (1971) Varšava; MPiK Ściana Wschodnia
- Portréty (1980) Varšava, Řešov, Piła
- Zrození fotografa (1999), Varšava, Stara Galeria ZPAF

se Zbyszkem Siemaszkou :
- Racławické panoráma (1979) Varšava
- Oltář Panny Marie Veita Stosse (1986) Varšava, Krakov, Norimberk, Londýn, Vídeň[3]
- Továrna na iluze (2023) Varšava.[5]

V roce 2008 se v Národní galerii umění Zachęta ve Varšavě konala výstava Polské fotografky 20. století, která představila tvůrčí počiny padesáti polských dokumentaristek od 70. let 20. století, kde byly také prezentovány fotografie Danuty Rago. Mezi dalšími vystavujícími byly například: Małgorzata Apathy, Anna Beata Bohdziewiczová, Anna Brzezińska-Skarżyńska, Anna Chojnacka, Zofia Chomętowska, Maria Chrząszczowa, Maria Antonina Czaplicka, Irena Elgasová-Markiewiczová, Krystyna Gorazdowska, Helena Hartwigová, Joanna Helanderová, Wanda Herse, Halina Holas-Idziakowa, Irena Jarosińska-Małek, Irena Kummant-Skotnicka, Krystyna Łyczywek, Bożena Michaliková, Maria Kietlińska, Janina Mierzecka, Janina Mokrzycka, Anna Musiałówna, Zofia Nasierowska, Fortunata Obrąpalska, Julia Pirotte, Danuta Rago, Jadwiga Rubiśová, Zofia Rydetová, Jadwiga Wolska nebo Bolesława Zdanowska.

#### Knižní ilustrace
- Giaur mezi Yankeey, Wiesław Górnicki
- Lena teče na sever, Wiesław Nowakowski[3]

#### Alba
- FSM Polmo Bílsko-Bělá (1979)
- Oltář Panny Marie od Veita Stosse (1987)
- Sbírka pojmenovaná po Jana Pavla II. – Nadace Janiny a Karola Porczyńských (1988)
- Se Z Siemaszką Der Krakauer Marien Altar Veit Soss, Lipsko 1922[3]

## Ocenění
- 1962 Interpress Foto v Budapešti – Stříbrná medaile
- 1962, 1963, 1968, 1976 World Press Photo v Nizozemsku - čestné diplomy
- 1976 Člověk a Černé moře - bronzová medaile[3]

## Galerie

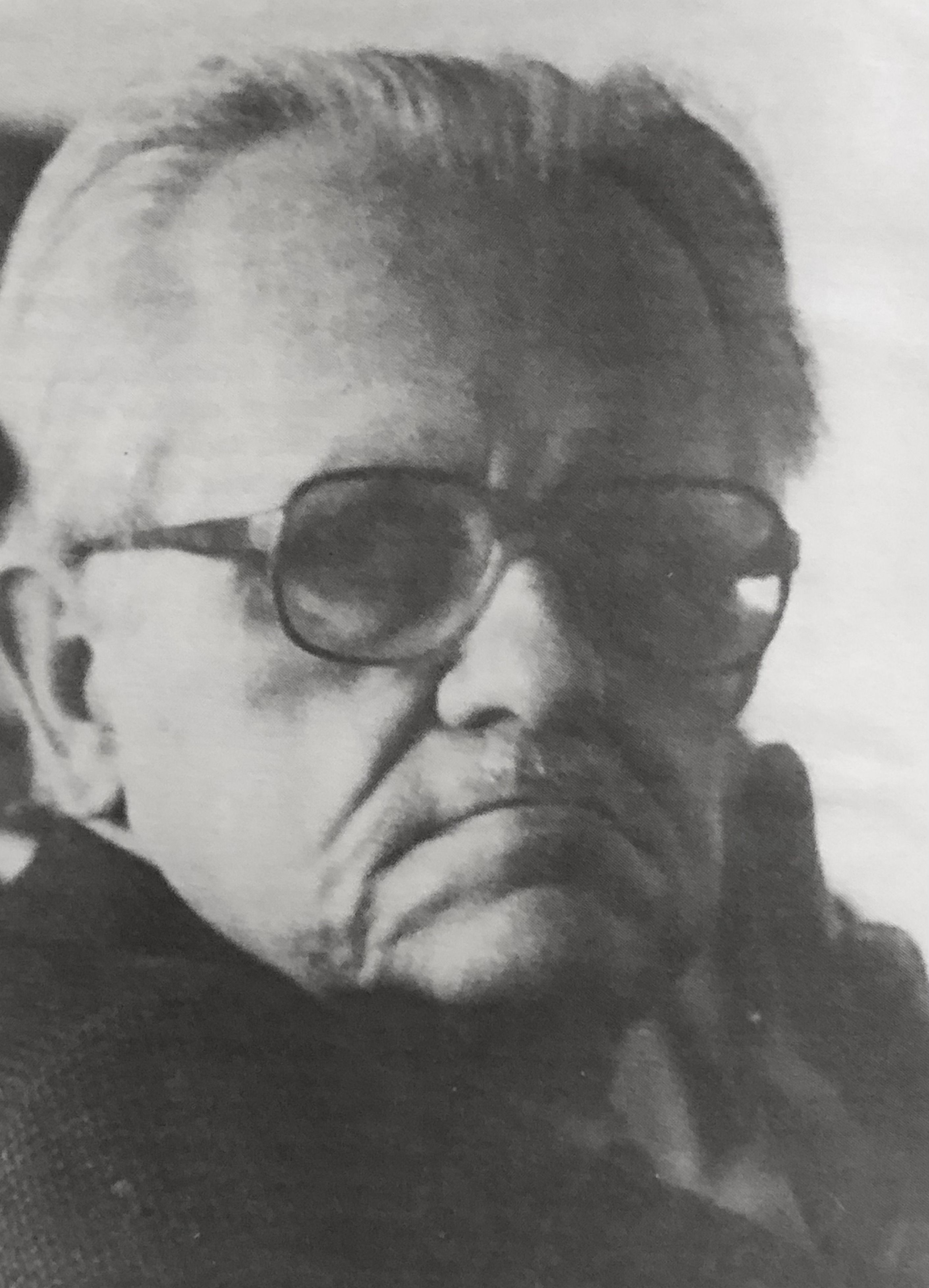
Adolf Ciborowski
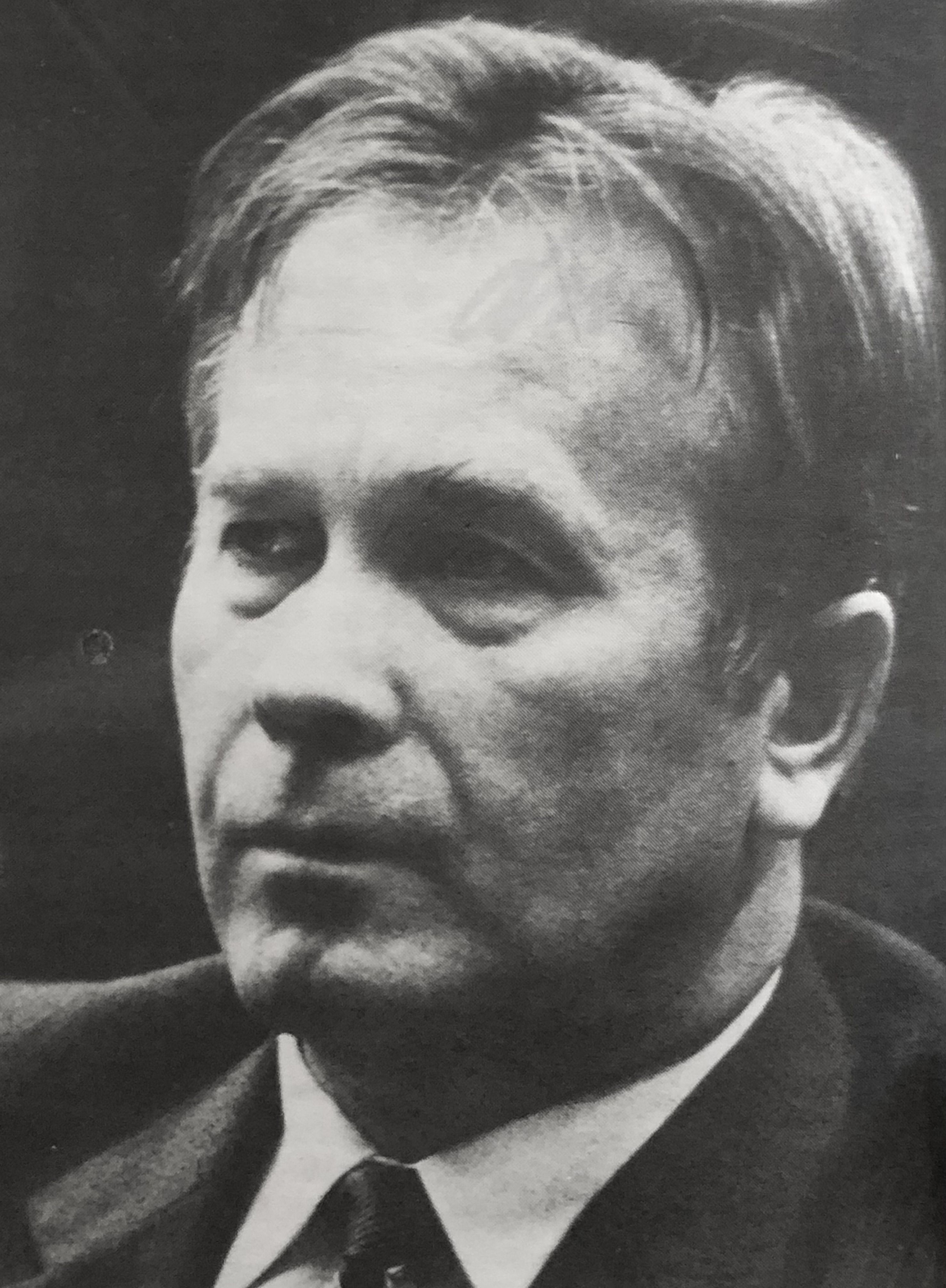
Józef Kozioł
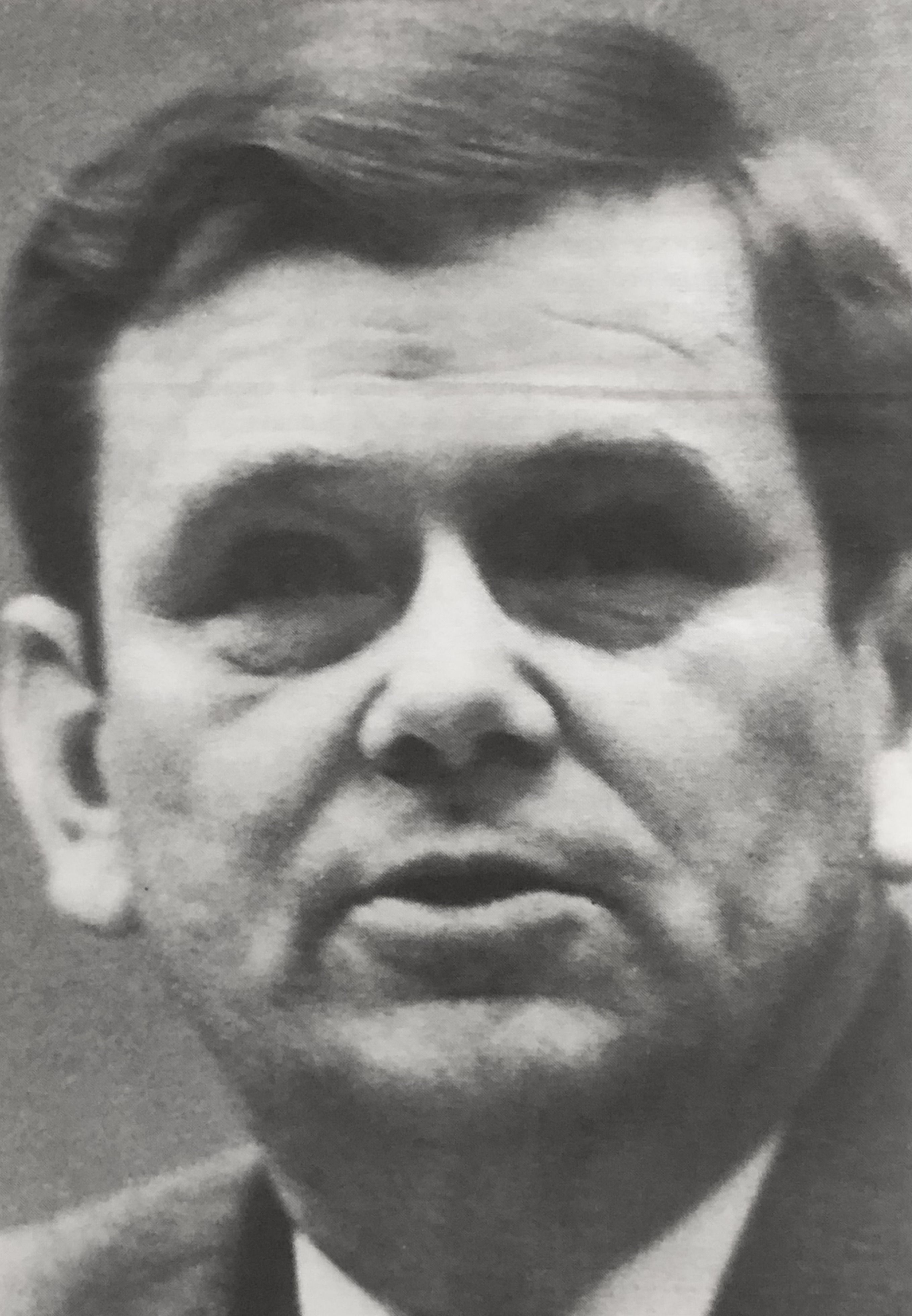
Marek Wieczorek
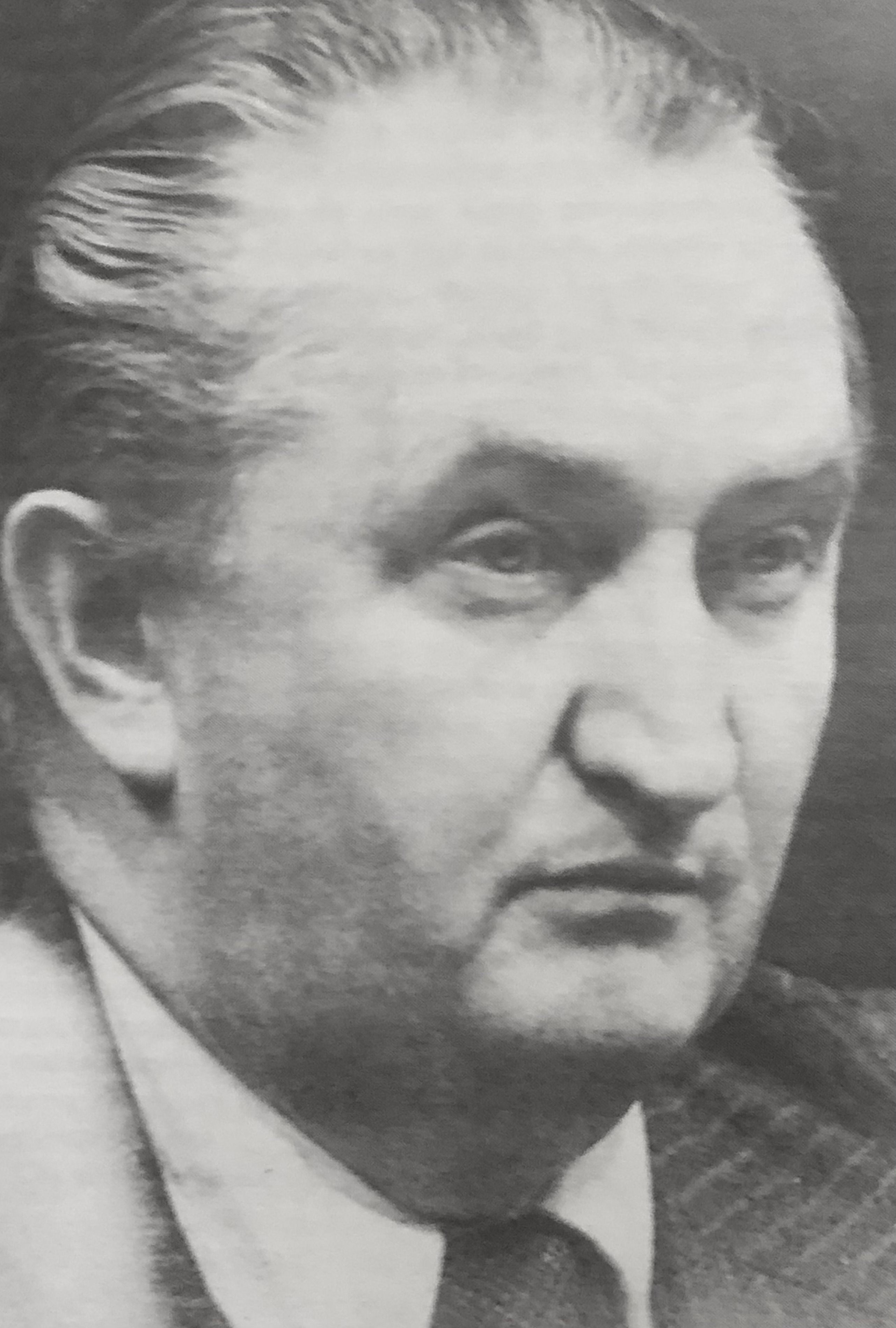
Stanisław Bejger
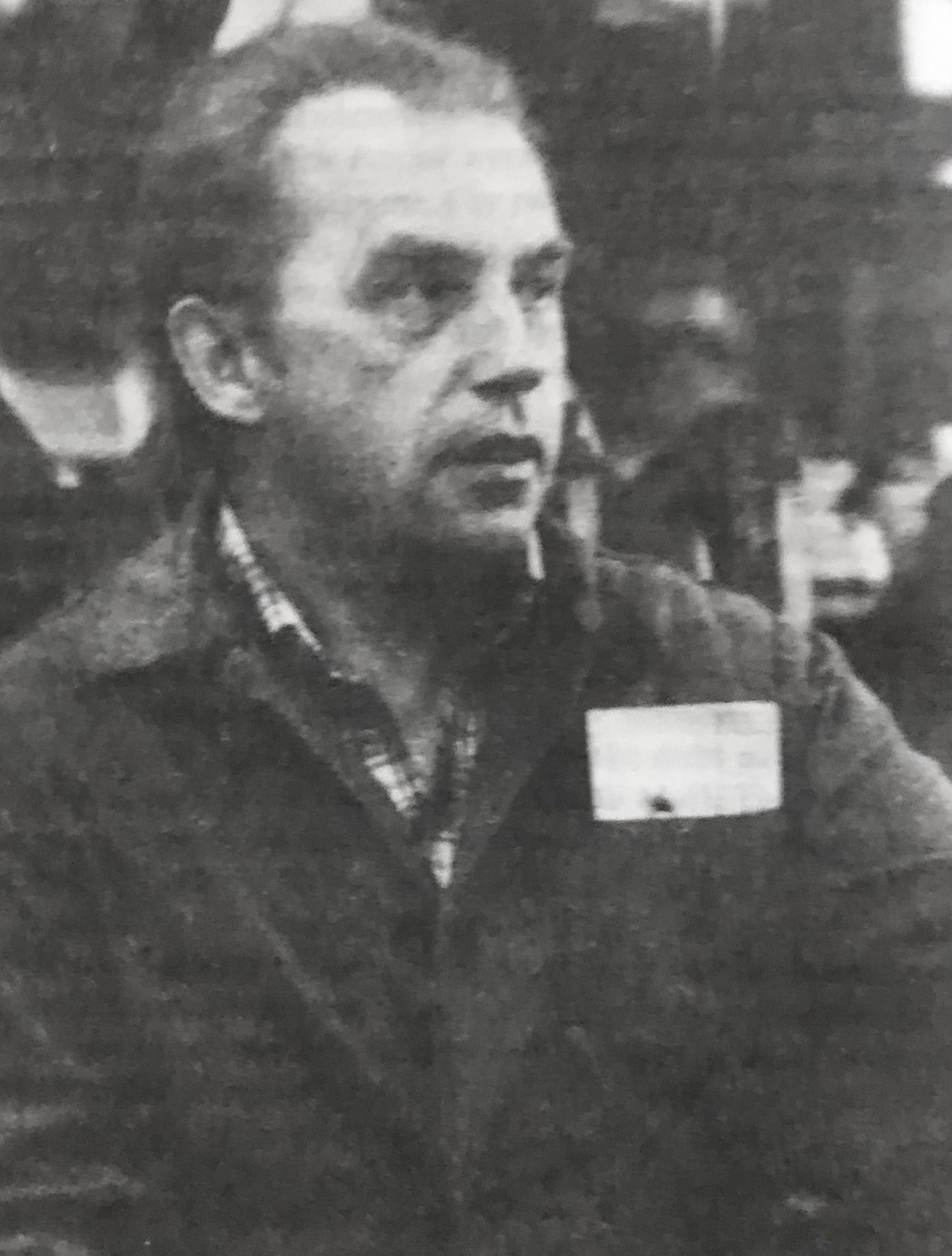
Stanisław Kałkus
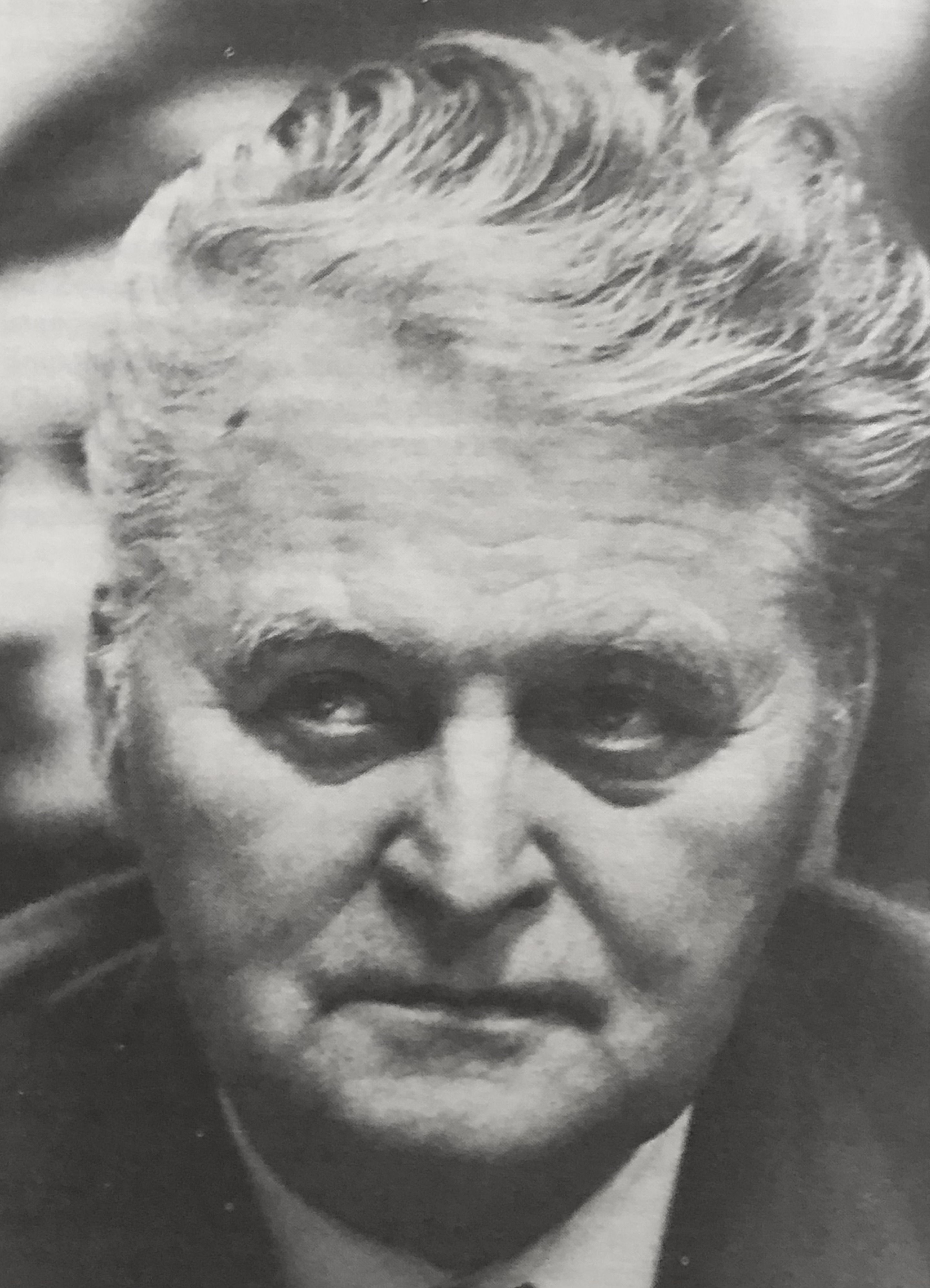
Stanisław Opałko
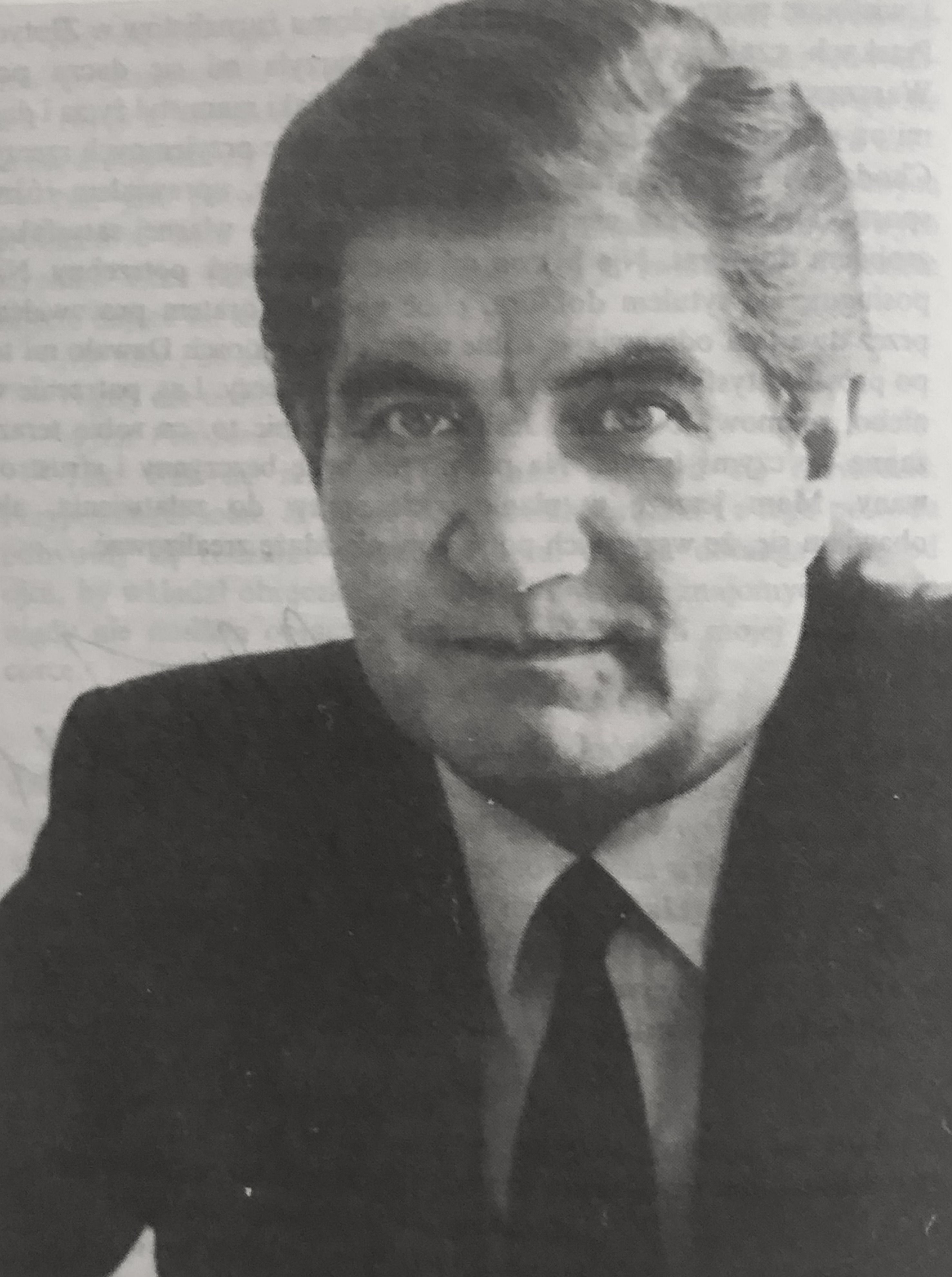
Władysław Gwiazda
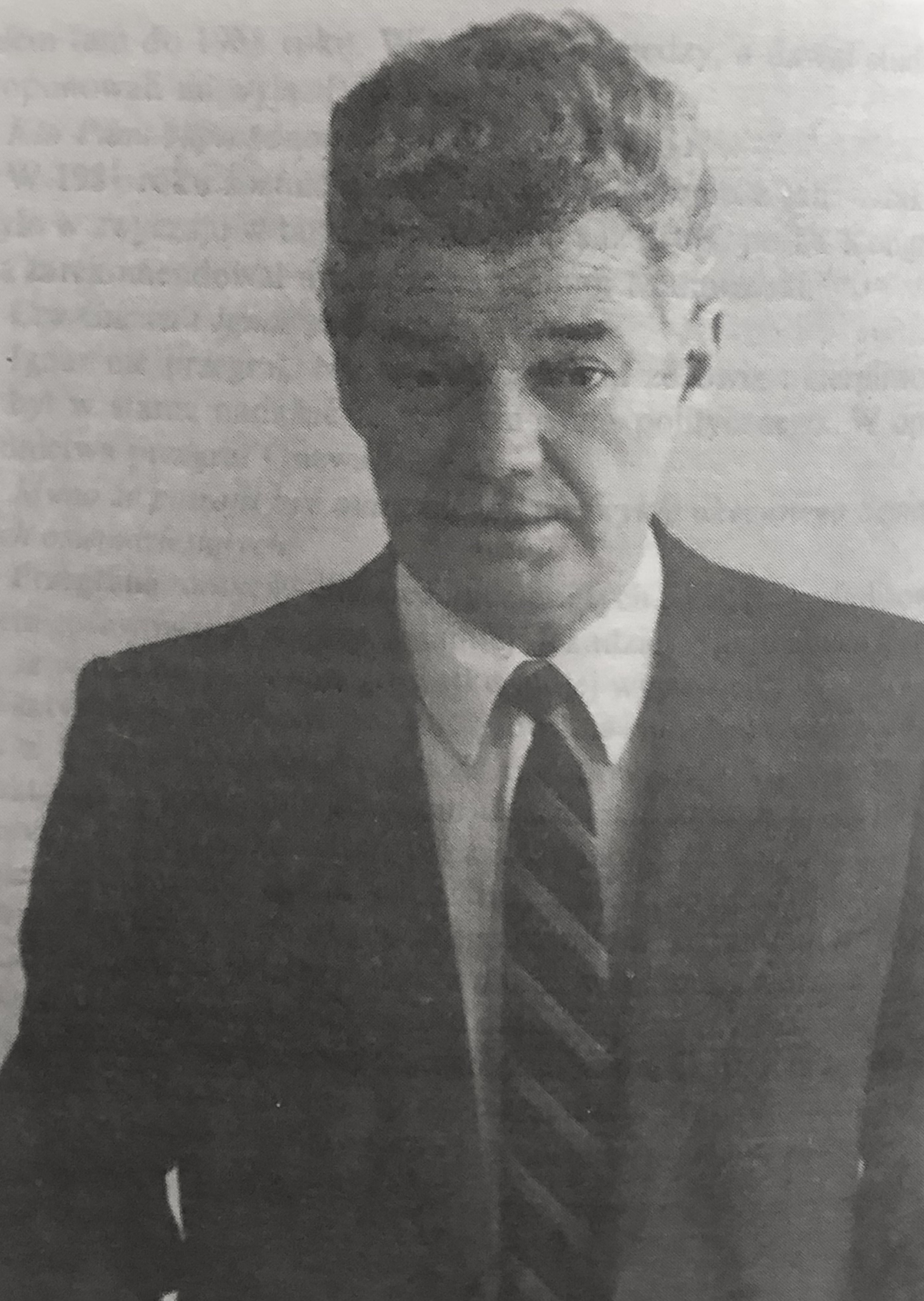
Włodzimierz Mokrzyszczak
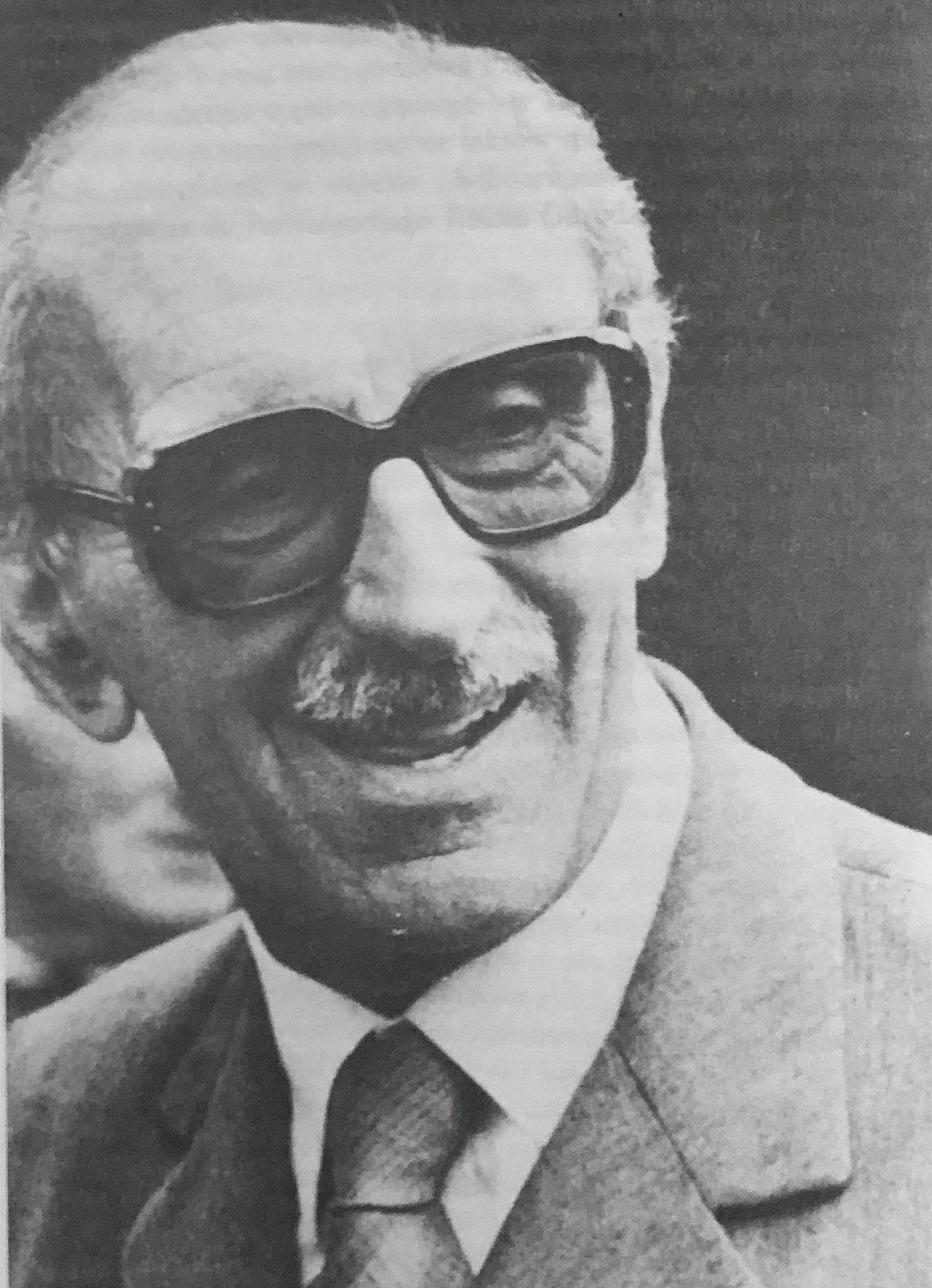
Zbigniew Gertych
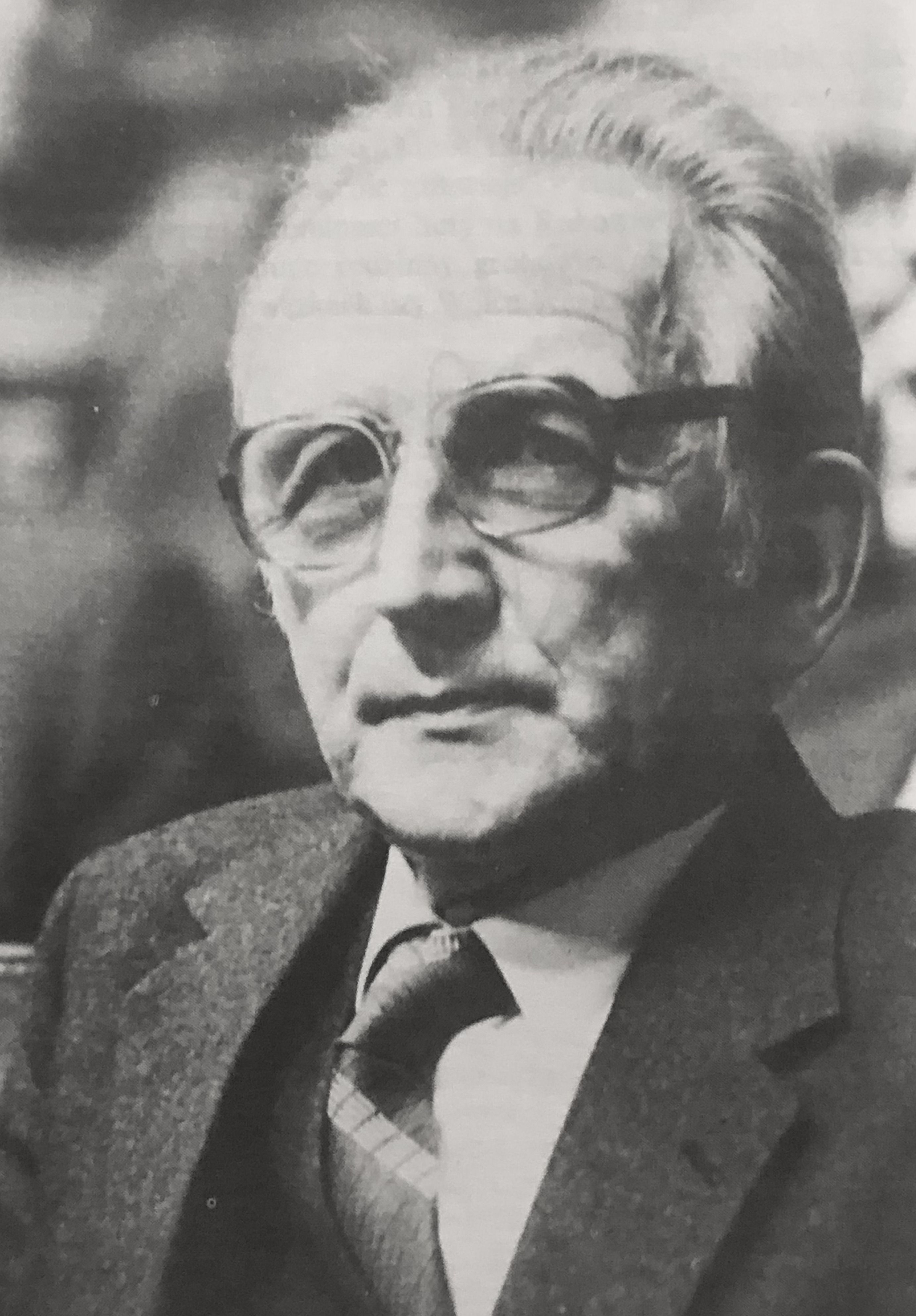
Zbigniew Zieliński